# Urosaurus gadovi
Urosaurus gadovi är en ödleart som beskrevs av Schmidt 1921. Urosaurus gadovi ingår i släktet Urosaurus och familjen Phrynosomatidae. Inga underarter finns listade i Catalogue of Life. Artepitet i det vetenskapliga namnet hedrar Hans Godow som hittade typexemplaret.
Denna ödla förekommer i västra Mexiko i delstaterna Jalisco, Michoacan och Guerrero. Den lever i torra tropiska skogar och den besöker ibland angränsande landskap. Honor lägger ägg.
Lokala bestånd påverkas av landskapsförändringar. Hela populationen anses vara stor och utbredningsområdet uppskattas med 20 000 km². IUCN kategoriserar arten globalt som livskraftig.